# اندرو هورن
اندرو هورن (انگلیسی: Andrew Horn؛ زادهٔ ۱۶ سپتامبر ۱۹۵۲ در نیویورک - درگذشتهٔ ۲۴ اوت ۲۰۱۹ در برلین) مستندساز، نویسنده، کارگردان و تهیه کنندهٔ اهل آمریکا بود.

## زندگی‌نامه
اندرو هورن سال ۱۹۵۲ در نیویورک متولد شد. در دانشگاه هنر نیویورک به تحصیل پرداخت. فیلمی که به عنوان پایان‌نامه دانشگاهی‌اش ساخته بود به نامزدی جایزه اسکار رسید.
او در سال ۱۹۸۹ به برلین مهاجرت کرد و فعالیت‌هایش را به عنوان فیلمساز، نویسنده، روزنامه‌نگار و محقق در کشور آلمان ادامه داد. هورن در سال ۲۰۱۳ یک جایزه امی برای مستندش دریافت کرد. او در سال ۲۰۰۴ برای فیلم «ترانه نومی» برندهٔ جایزهٔ تدی از جشنواره بین‌المللی فیلم برلین شد.

## درگذشت
اندرو هورن ۲۴ اوت سال ۲۰۱۹ بر اثر بیماری سرطان درگذشت. او در هنگام درگذشت مشغول ساخت یک فیلم مستند دربارهٔ کمپانی آلمانی نمایش تجربی رابرت ویلسون بود.

## آثار
- مستند «Twisted Sister»
- «عشق کور» ۱۹۸۴
- «آبی بزرگ» ۱۹۸۸
- مستند «داستان بخش غربی» ۱۹۹۷
- «ترانه نومی» ۲۰۰۴